# 解謎遊戲 (新福爾摩斯)
〈解謎遊戲〉是英國廣播公司（BBC）推出的英國電視劇《新福爾摩斯》第1季的第3集兼季終集，於2010年8月8日透過BBC One和BBC HD首播；該集由馬克·加蒂斯編劇，並由保羅·麥格根執導。劇中的部分劇情改編自由柯南·道爾撰寫的福爾摩斯小說《五枚橘籽》（1892年）、《布魯士-巴丁登計劃探案》（1895年）、《最後一案》（1893年）和《波希米亞醜聞》（1891年）等，講述需在有限時間內解決多道由吉姆·莫里亞蒂設計的難題，否則不相干的人質會被殺害。
大反派吉姆·莫里亞蒂在該集中首次登場，由安德魯·斯科特飾演。馬克·加蒂斯和史蒂芬·莫法特起初並不想讓福爾摩斯和莫里亞蒂在首三集碰頭，但最終因劇組覺得必須要拍兩人對決才讓莫里亞蒂登場。〈偉大遊戲〉在播出後取得相當高的評價，播出當晚共有730萬人觀看該集，收視率佔31.3%，評論家多稱讚演員的演技及劇情，但該集的結局受到了部分評論家的詬病。

## 劇情
一日，的兄長邁克羅夫特前來貝克街221B號。他告訴福爾摩斯與華生，MI6的一名文職人員安德魯·威斯特（Andrew West）竊取了一隻存有軍事機密的SD卡後被殺，並請兩人調查此案，但福爾摩斯以沒興趣為由拒絕了哥哥的請託。不久後，蘇格蘭場致電福爾摩斯，稱有很重要的事非要他來不可。原來，有一神秘人寄了一部智能手機給他。未幾，神秘人傳來一張圖片，圖片中是一雙存放在地窖的舊款運動鞋。隨後，一名被綁著計時炸彈的婦人來電，表示福爾摩斯需在12小時內通過這張圖片來解開謎團，否則她會死於非命。
福爾摩斯找到了那雙鞋子，並在實驗室仔細研究。期間，一直暗戀福爾摩斯的法醫茉莉·霍珀帶了名名為吉姆（Jim）的男子進來，說這是她的男友。觀察入微的福爾摩斯稱吉姆為同性戀者，茉莉因而拂袖而去。這時，福爾摩斯猛然想起鞋的主人是一名叫做卡爾·鮑爾斯的男學生，他在二十多年前在游泳時因抽筋淹死。當時，年少的福爾摩斯認為此事事有蹊蹺，但警方卻認為這只是一場意外而最終不了了之。其後，福爾摩斯又發現鮑爾斯患有濕疹，他因而推論鮑爾斯的藥膏中被人加入某化學成份，當鮑爾斯在游泳前塗上它後就會抽搐致死。解開謎團後，福爾摩斯隨即把答案上傳至其網誌，那婦人不久後被釋放。
良久後，福爾摩斯接到第二個短訊，圖片中是一輛內有一灘血的車，但車主卻不知去向。綁架者以一名男子的性命為要挾，叫福爾摩斯在8小時內找到答案。福爾摩斯和華生其後來到案發現場，並拿走那些血液去研究。同時，福爾摩斯又去訪問最後見過失蹤車主的人——汽車租借公司的東主，前者透過一連串的證據指出東主協助失蹤車主假死，並讓車主潛逃到哥倫比亞避債。未幾，人質獲釋。
之後，第三道難題隨之而來。這次福爾摩斯要查明一名剛因破傷風而死的女藝人的真正死因，否則一名失明的老太太會被殺。起初，華生認為真兇是與死者同居的弟弟，但福爾摩斯在觀察後認定他不是兇手。回貝克街221B號後，兩人繼續討論案情，不知情的哈德森太太告訴兩人那名女藝人有注射肉毒桿菌的習慣。這使兩人找到了新的方向。果然，女藝人不是死於意外，而是被她的男傭人通過加重注射分量而使她慢性中毒致死。老太太來電時答非所問，並未透露綁架地點，反而在描述綁匪的聲線，這一舉動惹來了殺身之禍。
福爾摩斯馬上又接到第四道考驗，他這次需要調查一名美術館保安因何故而死。不久後，福爾摩斯發現死者工作的美術館將會展出一幅失傳已久的油畫。福爾摩斯和華生兵分兩路，前者在美術館查探，而華生則到死者家中找線索。及後，他們發現畫是假的，而死者是天文愛好者。福爾摩斯推論曾與死者談過話的天文館長將會是下個遇害者，然而名為戈侖（Golem）的殺手還是快兩人一步。回到美術館，福爾摩斯揭發美術館長其實早就知道畫是假的，而死者正是因得悉此事而遭到殺身之禍。福爾摩斯告訴神秘人，該畫作是假畫的證據就是一顆不應出現在畫作中的超新星，男童倖免於難。隨後，美術館長被捕，她否認殺人，但她承認有名叫莫里亞蒂的人安排她展出假畫。
在偵破假畫案後，福爾摩斯再也沒有接到電話。於是，他和華生開始處理哥哥最初交付給他的那件案件。兩人後來發現死者的姐夫喬·哈里遜行徑異常，在詢問下後者承認是想取去該USB圖利時被死者發現而錯手殺人。之後，福爾摩斯又瞞著華生約了設計出上述四道難題的莫里亞蒂出來。然而，福爾摩斯到場時，卻發現華生被綁上炸彈。此時，莫里亞蒂現身，原來他就是茉莉的男友——吉姆。莫里亞蒂告訴福爾摩斯吉姆這身份是假的，而之所以扮成茉莉男友是為了接近福爾摩斯，至於為何出了四道難題考驗是想證明福爾摩斯是否真如此能幹。福爾摩斯批評莫里亞蒂變態之極，隨即把藏起來的手槍指著後者，後者的狙擊手卻在遠處瞄準華生，形成對峙局面。劇集至此結束，並為下一季留下懸念。

## 製作
〈偉大遊戲〉由保羅·麥格根執導:310，馬克·加蒂斯編劇:310。加蒂斯與另一《新福爾摩斯》主創史蒂芬·莫法特在製作該劇初期並不想讓福爾摩斯和其宿敵莫里亞蒂在首三集碰頭，但最終因劇組覺得必須要拍他們正面交鋒才令莫里亞蒂在本集中首次登場。加蒂斯表示，為〈偉大遊戲〉編劇令他「膽戰心驚」，因為這是「第1季的結局」:96。福爾摩斯與華生在劇中的對話透露出福爾摩斯有多缺乏天文學知識。道爾亦曾在原著小說中對此進行過類似的描述。加蒂斯表示，「我決定在〈偉大遊戲〉中告訴大家夏洛克也很無知，且無知到令人咋舌的地步，（......）他的解釋也很棒——如果他把這些無關緊要的東西通通裝進腦子裡，就沒空間記重要的東西了！」:75
2010年1月，包含〈偉大遊戲〉在內的3部《新世紀福爾摩斯》分集開拍。該集的取景地點集中在倫敦和卡迪夫，包含倫敦一個已停用的污水廠、卡迪夫大學地質與海洋科學實驗室:146、巴特西火車站:121、泰晤士河的河岸線:121及歐克索塔:121。〈偉大遊戲〉由史蒂夫·勞斯（Steve Lawes）掌鏡:77。福爾摩斯與莫里亞蒂對峙的游泳池在加蒂斯童年常去的游泳池拍攝。加蒂斯表示：「我以前住在貝德明斯特，走5分鐘就到〈偉大遊戲〉結尾的那座游泳池。我以前常去那裡游泳，（......）1991年，我去布里斯托的這座游泳池游泳，現在居然在這裡拍《新世紀福爾摩斯》......真荒謬」:120。由於第1集〈連環粉紅命案〉的編劇兼《新世紀福爾摩斯》的主創之一史蒂芬·莫法特忙著製作《超時空奇俠》的第5季，於是《新世紀福爾摩斯》的第1季不得不以相反的順序製作。因此〈偉大遊戲〉是最先拍完的一集。該集的剪輯工作由查理·菲利普斯（Charlie Phillips）負責:102。莫法特與《新世紀福爾摩斯》製作人蘇·維特夫妻倆的兒子路易斯（Louis）在片中客串飾演被綁上定時炸彈的孩童。

## 出典與設計
〈偉大遊戲〉取材於多部福爾摩斯原著小說，當中包括《五枚橘籽》（1892年）、《布魯士-巴丁登計劃探案》（1895年）、《最後一案》（1893年）和《波希米亞醜聞》（1891年）等。劇情方面，福爾摩斯需通過電話的提示找出各道難題的答案，以避免人質被害；而在《五枚橘籽》中，福爾摩斯則要根據橘籽附近留下的提示找出炸彈的地點，以阻止其爆炸。這集也有不少的劇情來自《布魯士-巴丁登計劃探案》，比如MI6員工陳屍在火車路軌就與小說中的情報人員伏屍在鐵路上一樣。邁克羅夫特要福爾摩斯找回布魯斯-帕廷頓計劃的設計圖的部分亦取自《布魯士-巴丁登計劃探案》，只是編劇將原著的潛水艇改為飛彈，設計圖改存在記憶卡中，而非原著中的紙本設計圖:75。另外，福爾摩斯在無聊時會開槍射擊的習慣出自於原著——在《墨氏家族的成人禮》（1894年）中，華生曾提到福爾摩斯的這項習慣:74。此外，福爾摩斯在劇終時與莫里亞蒂的對峙場情則是借鑑於《最後一案》。
另一方面，該集的一些對白也是取材自《波希米亞醜聞》，例如福爾摩斯在劇中對華生表示「我不能沒有我的博客，不然我會很失落」就是來自原著中的「沒有波斯維爾，我會很失落的」；以及福爾摩斯稱茉莉重了3磅後被後者反駁只是2磅半而已，則來自原著中福爾摩斯稱哥哥重了7磅半後被後者指只是7磅。福爾摩斯在劇中對雷斯垂德說的一句話「你只是看，沒有在觀察」取自於《波希米亞醜聞》。人名方面，在這集中死於非命的MI6員工安德魯·威斯特（Andrew West）的名字就是從原著《布魯士-巴丁登計劃探案》中的肇事人物亞瑟·卡多根·威斯特（Arthur Cadogan West）得來。殺害威斯特的兇手喬·哈里遜的名字取自《海軍協約》（1894年）:75。

## 播出與家庭媒體
〈偉大遊戲〉於2010年8月8日在BBC One和BBC HD首播。英國電影分級委員會（BBFC）把該集分為12級，理由為劇中含有「中度的暴力」。播出當晚共有730萬人從這2種管道觀看該節目，收視率佔31.3%。最終，該集的收視人次達到了918萬:310。〈偉大遊戲〉收錄在於2010年8月30日推出的《新世紀福爾摩斯》第1季DVD中。

## 反響
該集在播出後獲得影評人的普遍好評。IGN的克里斯·提利（Chris Tilly）給予該集9.5分（滿分10分）的評價，稱此集「從頭到尾都很精彩」，並褒獎了主演班奈狄克·康柏拜區及馬丁·費里曼的表現。對於莫里亞蒂的初登場，提利表示稱讚，表示他的形象有別於其他劇集中典型的反派，令人意想不到。此外，提利亦稱讚了編劇馬克·加蒂斯的功力，認為他巧妙的把福爾摩斯原著的情節融入到現代。《影音俱樂部》的評論家約翰·特提（John Teti）給予〈偉大遊戲〉「A-」的評價，稱讚該集為「完美的90分鐘」，同時亦稱讚了飾演莫里亞蒂的演員安德鲁·斯科特，認為他成功的飾演這名反派可怕的一面。
《Cultural learning》的麥爾斯·麥克納特（Myles McNutt）稱讚了史考特的演技，並表示自己很喜歡劇中在天文學教室的打戲。《衛報》的山姆·沃拉斯頓（Sam Wollaston）稱讚該集既刺激又能創造出多個謎團，唯美中不足的是結局其實可以做得更好。《Den of Geek》的賽門·布魯（Simon Brew）稱讚了保羅·麥格根的功力，認為該集做得非常出色，並稱自己非常期待下一季的來臨。布魯亦在評論中提到，加蒂斯寫的劇本有著「驚人的節奏」。

## 漫畫版
改編日本漫畫《新世紀福爾摩斯 致命遊戲》（SHERLOCK 大いなるゲーム）刊載於角川書店出版的漫畫月刊《Young Ace》，由Jay.作畫，於2014年12月号（2014年11月4日發行）開始連載，2016年2月号完結，單行本全1冊。
| 卷號 | 角川書店      | 角川書店            | 角川書店       | 角川書店            | 台灣角川      | 台灣角川            |
| 卷號 | 發售日期      | ISBN                | 雙語版發售日期 | 雙語版ISBN          | 發售日期      | ISBN                |
| ---- | ------------- | ------------------- | -------------- | ------------------- | ------------- | ------------------- |
| 3    | 2016年2月15日 | ISBN 978-4041016862 | 2017年2月10日  | ISBN 978-4046016836 | 2017年2月18日 | ISBN 978-9864735297 |

## 備註
1. ↑  又譯「致命遊戲」。

## 外部連結
- 在BBC Online了解《The Great Game》
- 互联网电影数据库上The Great Game的资料（英文）